# 埃爾斯沃思 (印第安納州)
埃爾斯沃思（英語：Ellsworth）是位於美國印第安納州杜波伊斯縣的一個鬼鎮。由於此地已於1916年被荒廢，本地已無人居住。

## 地理
埃爾斯沃思的座標為38°25′40″N 86°43′06″W / 38.42778°N 86.71833°W，而該地的平均海拔高度為163米（即535英尺）。